# Magda Ilands
Magda Ilands (* 16. Januar 1950 in Löwen) ist eine ehemalige belgische Langstreckenläuferin.
Jeweils dreimal wurde sie nationale Meisterin im Crosslauf und über 10.000 m. Auf der Bahn stellte sie drei nationale Rekorde auf: 1975 über 3000 m auf (9:21,4 min) sowie 1980 und 1983 über 10.000 m (34:25,3 bzw. 33:22,17 min).
Ihre größten Erfolge hatte sie jedoch im Marathon, wo sie nicht weniger als acht Landesrekorde aufstellte. 1976 brach sie als Siebte in Waldniel mit 2:54:45 h als erste belgische Frau die Drei-Stunden-Marke. 1981 blieb sie in Berchem mit 2:37:56 zum ersten Mal unter 2:40. 1983 gewann sie den vorolympischen Seoul-Marathon. Im Jahr darauf wurde sie Dritte beim Nagoya-, Sechste bei der letzten Austragung des Avon-Marathons in Paris und Zehnte beim Chicago-Marathon. 1985 wurde sie jeweils Sechste in Nagoya und beim Frankfurt-Marathon und siegte beim Berlin-Marathon in 2:34:10 h. In der darauffolgenden Saison wurde sie Dritte beim Los-Angeles-Marathon, siegte beim Hamburg-Marathon sowie der Nacht von Borgholzhausen und stellte als Zweite in Berlin mit 2:33:53 ihren achten belgischen Marathonrekord auf.
Einem dritten Platz in Hamburg und einem fünften in Berlin 1987 folgte ein zweiter in Los Angeles 1988. Als Elfte des Europacup-Marathons, der in diesem Jahr in Huy ausgetragen wurde, errang sie den belgischen Meistertitel. Bei den Olympischen Spielen in Seoul kam sie auf den 35. Rang.